# Zoumana Bakayogo
Zoumana Bakayogo (* 17. August 1986 in Paris, Frankreich) ist ein ehemaliger ivorischer Fußballspieler. 

## Karriere

### Verein
Bakayoko begann seine Karriere im Centre de Formation de Football de Paris und wechselte 2000 zum US Torcy. 2001 verließ er den US Torcy und unterschrieb einen Vertrag bei Paris Saint-Germain. Zunächst spielte er hier jedoch nur in der Reserve, wurde aber zur Saison 2004/2005 in die Profimannschaft hochgezogen. Bakayoko konnte sich jedoch nicht durchsetzen und kam zu keinem Spiel für PSG in der Ligue 1. Schlussfolgernd verließ er im August 2006 Frankreich und unterschrieb einen Vertrag beim FC Millwall. Im Januar 2007 wurde er für vier Monate an Brighton & Hove Albion ausgeliehen, kam aber Verletzungsbedingt zu keinem Spiel. Im April 2007 kehrte er zum Millwall zurück, wo er zehn Spiele bis 2006 spielte, bevor er im Januar 2009 bei Union de la Jeunesse Arménienne de Paris unterschrieb. Im August 2009 absolvierte er ein Probetraining beim Football League One team Tranmere Rovers, wo er am 1. Oktober einen Vertrag unterschrieb.

### Nationalmannschaft
Der gebürtige Franzose spielte für das Land seiner Vorväter Elfenbeinküste, vier Spiele für die U-23 in der Qualifikation zu den Olympischen Sommerspielen 2008 in Peking.